# Estación Pericota
Pericota era una estación de ferrocarril ubicada en la localidad de Santo Domingo, Departamento Las Colonias, provincia de Santa Fe, Argentina
La estación fue habilitada en 1891 por el Ferrocarril Provincial de Santa Fe.

## Servicios
Era una de las estaciones intermedias del Ramal F13 del Ferrocarril General Belgrano.